# 袁哲俊
袁哲俊（1926年10月18日—2022年5月10日），男，江苏宝山（今属上海）人，中国精密加工专家、刀具专家，曾任哈尔滨工业大学教授、博士生导师。

## 生平
1948年毕业于上海交通大学，1952年毕业于哈尔滨工业大学研究班，历任机械制造教研室副主任、机床刀具教研室主任、切削与控制教研室主任，兼任精密加工研究室主任、机械工业部工具研究所副所长等职。1981年被国务院学位委员会批准为全国首批博士生导师。2022年5月10日10时34分在哈尔滨逝世。

## 社会兼职
- 国际生产工程科学院Fellow
- 中国刀协切削与先进制造技术研究会理事长
- 中国生产工程学会常务理事（1981年－2004年）
- 国务院学位委员会学科评议组成员（1983年－1993年）
- 中国高校切削与先进制造技术研究会副理事长（1981年－1986年）
- 中国高校切削与先进制造技术研究会理事长（1986年－2005年）
- 中国机械工业工具技术协会常务理事（2004年－2016年）